# ジメチロールプロピオン酸
ジメチロールプロピオン酸 （英：Dimethylol propionic acid、）は、 1つのカルボキシル基と2つのヒドロキシ基を持つ有機化合物。IUPAC名は、2,2-ビス（ヒドロキシメチル）プロパン酸。  CAS登録番号は4767-03-7。

## 性質
DMPAは無臭のさらさらした結晶性白色固体で、毒性は低い。 DMPAにはヒドロキシル基とカルボン酸の2つの異なる官能基があるため、さまざまな合成に使用される。例えば、他の化学物質との反応に添加することで、DMPAは反応してエステルを生成する。

## 用途
DMPAの主な用途は、塗装と接着剤の分野である。このとき、DMPAは陰イオン性ポリウレタン分散液の製造における改質剤として使用される。 塗装用の溶剤可溶性結合剤/樹脂は、DMPAを使用することで水性結合剤に変換できる。この場合、イソホロンジイソシアネートやTMXDIなどの適切なジイソシアネートと通常は他のポリオールと反応してプレポリマーを生成する。

DMPAとTMXDIの反応

分枝が非常に多い巨大分子であるデンドリマー分子の合成にもDMPAは使用されうる。 DMPA内の２つのヒドロキシル基が別のDMPA分子と反応すると、分子内に存在するヒドロキシル基の数は2倍になる。この反応ステップを繰り返すと、1段階ごとに殻が広がって分子が成長する。最後にヒドロキシル基が二官能性成分と反応すれば、デンドリマーＵＶ結合剤などを生成することができる。デンドリマー分子は溶液の粘度が低く、特性が向上する。
他にも、多分岐ポリエステル、水性ポリエステル、水性アルキド樹脂、水性エポキシ樹脂の製造、 ポリエチレンテレフタレート繊維の製造にも使用されている。  また、体内の特定の患部のみで薬物放出を行うドラッグデリバリーシステムにおける担体の合成への利用も検討されており、産業界ではDMPAは成長の可能性を秘めた化合物と目されている。